# كيث كود
كيث كود (بالإنجليزية: Keith Code)‏ هو متسابق دراجات نارية أمريكي سابق وكاتب ومؤسس مدرسة كاليفورنيا للسوبربايك، حيث أسس المدرسة في سنة 1980 وتخرج منها أبطال سباقات مثل وين ريني. بحلول سنة 2009 كان قد حقق الدراجون الذين تدربوا على يده أو في مدرسته 49 بطولة.